# Liste der Düsseldorfer Stadtbahnlinien

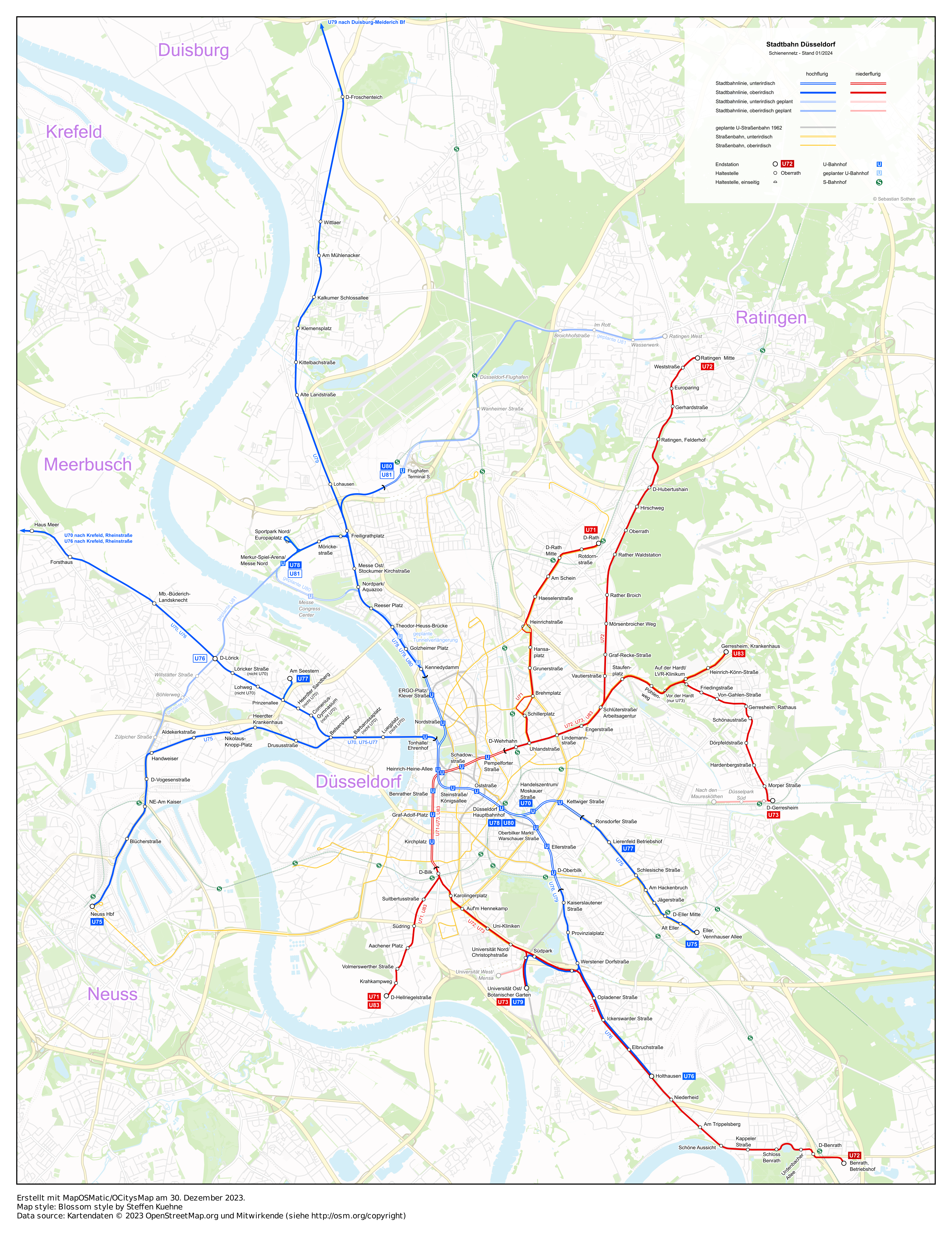
Stadtbahnnetz Düsseldorf

Die Liste der Düsseldorfer Stadtbahnlinien enthält alle Linien, die im Stadtbahnsystem der nordrhein-westfälischen Landeshauptstadt Düsseldorf betrieben werden. Dabei umfasst diese die zehn zurzeit verkehrenden Linien, sowie drei ehemalige und drei geplante. Alle Linien werden von der Düsseldorfer Rheinbahn betrieben. Die Linie U79, die zwischen Duisburg und Düsseldorf verkehrt, betreibt die Rheinbahn in Gemeinschaft mit der Duisburger Verkehrsgesellschaft.
In Düsseldorf verkehren seit dem 7. Januar 2024 zehn Stadtbahnlinien. Bis auf die Linien U71, U73, U77, U78 und U83 verlassen dabei alle das Düsseldorfer Stadtgebiet. So wird eine Verbindung mit den Nachbarstädten Neuss, Meerbusch, Krefeld, Duisburg und Ratingen ermöglicht.
Das Stadtbahnnetz besteht aus einem Hochflurnetz – mit den Stammstrecken 1 und 2, bedient von den Linien U70, U75, U76, U77, U78 und U79 – und einem Niederflurnetz – mit der Wehrhahn-Linie, bedient von den Linien U71, U72, U73 und U83.
Darüber hinaus sind zurzeit drei weitere Stadtbahnlinien in Planung, von denen zwei bereits in Bau sind. Die Linie U80 ist als Umfahrung der Messe entlang des Hochflurnetzes der Stammstrecke 1 geplant. Die Linien U81 und U82 sind als Flughafenzubringer in Bau, wobei man aktuell mit einer Fertigstellung 2025 rechnet. Die U81 soll dann Teil der Stammstrecke 1 und erster Teil der neuen Stammstrecke 5 sein.

## Erläuterung
Die Liste gibt darüber Auskunft:
- Welchen Verlauf die Linie nimmt
- In welchem Takt die Linie fährt
- Wie lange sie für eine Fahrt braucht
- Wie viele Haltestellen und U-Bahnhöfe sie bedient
- Wann sie eingeführt wurde
- Welche Fahrzeuge verwendet werden (fast immer Doppeltraktionen)
- Ob es nennenswerte Begebenheiten gibt

## Tabelle
Stand: 20. Dezember 2024
| Linie | Linienverlauf | Takt in Minuten Montag–Freitag                                  | Takt in Minuten Samstags                                                                    | Takt in Minuten Sonn- und Feiertags                             | Fahrzeit | Anzahl der Haltestellen (davon U-Bahnhöfe) | Datum der Einführung | Fahrzeuge  | Bemerkungen |
| ----- | --- | --------------------------------------------------------------- | ------------------------------------------------------------------------------------------- | --------------------------------------------------------------- | -------- | ------------------------------------------ | -------------------- | ---------- | --- |
| U 70  | KR-Rheinstraße – Krefeld Hbf – Meerbusch, Haus Meer – Lörick – Oberkassel, Belsenplatz – Tonhalle/Ehrenhof – Altstadt, Heinrich-Heine-Allee – Steinstraße/Königsallee – Düsseldorf Hbf – Handelszentrum/Moskauer Straße                                                                                      | alle 20 Min., aber nur in der Hauptverkehrszeit                 | Kein Takt                                                                                   | Kein Takt                                                       | 41 Min   | 18 (5)                                     | 06.08.1988           | B80D, HF6  | HVZ-Linie; verkehrt in der Krefelder Innenstadt auf einem Dreischienengleis; besaß bis in die 2000er Jahre als einzige Linie eine rote Liniennummer |
| U 71  | D-Rath – Heinrichstraße – D-Wehrhahn – Schadowstraße – Altstadt, Heinrich-Heine-Allee – Unterbilk, Kirchplatz – D-Bilk – Aachener Platz – Volmerswerth, Hellriegelstraße | 20                                                              | 20 (nicht zw. Heinrichstraße und Rath S)                                                    | 30 (nicht zw. Heinrichstraße und Rath S)                        | 34 Min   | 26 (6)                                     | 21.02.2016           | NF8U       | Fuhr bis zum 07.01.2024 auch am Wochenende bis Rath S                                                                                               |
| U 72  | Ratingen Mitte – Ratingen, Europaplatz – Oberrath – Grafenberg, Schlüterstraße/Arbeitsagentur – D-Wehrhahn – Schadowstraße – Altstadt, Heinrich-Heine-Allee – D-Bilk – Universität Nord – Südpark – Holthausen – Schloss Benrath – D-Benrath – Benrath, Betriebshof                                          | 10                                                              | 10                                                                                          | 15                                                              | 60 Min   | 43 (6)                                     | 21.02.2016           | NF8U       | |
| U 73  | D-Gerresheim – Gerresheim, Rathaus – Auf der Hardt/LVR-Klinikum – Grafenberg, Staufenplatz – D-Wehrhahn – Schadowstraße – Altstadt, Heinrich-Heine-Allee – D-Bilk – Universität Nord – Universität Ost/Botanischer Garten                                                                                    | 10                                                              | 10                                                                                          | 15                                                              | 39 Min   | 29 (6)                                     | 21.02.2016           | NF8U       | Geplante Verlängerung von Gerresheim S ins Glasmacherviertel                                                                                        |
| U 75  | Neuss Hbf – NE-Am Kaiser – Heerdt, Handweiser – Oberkassel, Belseplatz – Tonhalle/Ehrenhof – Altstadt, Heinrich-Heine-Allee – Steinstraße/Königsallee – Düsseldorf Hbf – Lierenfeld, Schlesische Straße – D-Eller Mitte – Eller, Vennhauser Allee                                                            | 10                                                              | 10                                                                                          | 15                                                              | 39 Min   | 28 (6)                                     | 26.09.1993           | B80D, HF6  | Bis zum 20.12.2024 wurden vor allem auf dieser Linie GT8SU-Wagen verwendet                                                                          |
| U 76  | KR-Rheinstraße – Krefeld Hbf – Meerbusch, Görgesheide – Meerbusch, Haus Meer – Lörick – Oberkassel, Belsenplatz – Tonhalle/Ehrenhof – Altstadt, Heinrich-Heine-Allee – Steinstraße/Königsallee – Düsseldorf Hbf – Oberbilker Markt/Warschauer Straße – D-Oberbilk – Provinzialplatz – Holthausen             | 10 (Holthausen – Lörick) 20 (Lörick – KR-Rheinstraße)           | 10 (Holthausen – Mb-Görgesheide) 20 (Mb-Görgesheide – KR-Rheinstraße)                       | 15 (Holthausen – Lörick) 30 (Lörick – KR-Rheinstraße)           | 60 Min   | 37 (7)                                     | 06.08.1988           | B80D, HF6  | Erste Fernbahnstrecke, verkehrt in der Krefelder Innenstadt auf einem Dreischienengleis                                                             |
| U 77  | Lörick, Am Seestern – Oberkassel, Belsenplatz – Tonhalle/Ehrenhof – Altstadt, Heinrich-Heine-Allee – Steinstraße/Königsallee – Düsseldorf Hbf – Lierenfeld, Betriebshof | 10                                                              | 10                                                                                          | Kein Takt                                                       | 21 Min   | 16 (6)                                     | 27.02.1994           | B80D, HF6  | |
| U 78  | MERKUR Spielarena/Messe Nord – Golzheim, Nordpark/Aquazoo – ERGO-Platz/Klever Straße – Altstadt, Heinrich-Heine-Allee – Steinstraße/Königsallee – Düsseldorf Hbf | 10                                                              | 10                                                                                          | 15                                                              | 19 Min   | 15 (6)                                     | 06.08.1988           | B80D, HF6  | |
| U 79  | DU-Meiderich Bf – Duissern – Duisburg Hbf – König-Heinrich-Platz – DU-Huckingen – D-Wittlaer – Messe Ost/Stockumer Kirchstraße – ERGO-Platz/Klever Straße – Altstadt, Heinrich-Heine-Allee – Düsseldorf Hbf – Oberbilker Markt/Warschauer Straße – D-Oberbilk – Südpark – Universität Ost/Botanischer Garten | 10 (Universität Ost – Wittlaer) 15 (Wittlaer – DU-Meiderich Bf) | 10 (Universität Ost – Wittlaer) 15 (Wittlaer – DU-Duissern) 30 (Duissern – DU-Meiderich Bf) | 15 (Universität Ost – Wittlaer) 30 (Wittlaer – DU-Meiderich Bf) | 79 Min   | 50 (9 in Düsseldorf, 6 in Duisburg)        | 06.08.1988           | B80D, B80C | Geplante Verlängerung von Südpark bis Universität West; geht in Duisburg auf einen 15-Minuten-Takt über                                             |
| U 83  | Gerresheim, Krankenhaus – Auf der Hardt/LVR-Klinikum – Grafenberg, Staufenplatz – D-Wehrhahn – Schadowstraße – Altstadt, Heinrich-Heine-Allee – D-Bilk – Aachener Platz – Volmerswerth, Hellriegelstraße | 20                                                              | 20                                                                                          | 30                                                              | 31 Min   | 23 (6)                                     | 21.02.2016           | NF8U       | Linienbezeichnung U83, da U74 bis Januar 2024 vergeben war; verkehrt gelegentlich mit nur einem Wagen                                               |

## Ehemalige Linien
Diese Tabelle zeigt eingestellte Stadtbahnlinien, die nun nicht mehr in Betrieb sind
| Linie | Linienverlauf | Takt in Minuten Montag – Freitag | Datum der Einführung   | Datum der Einstellung | Anzahl der Haltestellen (davon U-Bahnhöfe) | Grund der Einstellung                                       | Besonderheiten                                                                    |
| ----- | --- | -------------------------------- | ---------------------- | --------------------- | ------------------------------------------ | ----------------------------------------------------------- | --------------------------------------------------------------------------------- |
| 76    | KR-Rheinstraße – Krefeld Hbf – Meerbusch, Görgesheide – Haus Meer – Lörick – Belsenplatz – Jan-Wellem-Platz – Düsseldorf Hbf                                                      | 20                               | 01.01.1981 aus Linie K | 07.05.1988            | 20 (0)                                     | Fertigstellung des Innenstadttunnels und Umbenennung in U76 | Schnellverkehr zwischen Düsseldorf und Krefeld, bediente nicht alle Haltestellen  |
| 79    | Duisburg Hbf – D-Wittlaer – Messe Ost/Stockumer Kirchstraße – Viktoriaplatz/Klever Straße (heute ERGO-Platz) – Opernhaus – Graf-Adolf-Platz – Düsseldorf Hbf                      | 10                               | 01.01.1981 aus Linie D | 07.05.1988            | 36 (2)                                     | Fertigstellung des Innenstadttunnels und Umbenennung in U79 | Schnellverkehr zwischen Düsseldorf und Duisburg, bediente nicht alle Haltestellen |
| U74   | Meerbusch, Görgesheide – Haus Meer – Lörick – Belsenplatz – Tonhalle/Ehrenhof – Altstadt, Heinrich-Heine-Allee – Steinstraße/Königsallee – Düsseldorf Hbf – Oberbilk – Holthausen | 20                               | 29.05.1994             | 07.01.2024            | 31 (7)                                     | Übernahme durch die Linie U76                               | Keine                                                                             |

## Geplante Linien
Diese Tabelle zeigt die jeweils erste Ausbaustufe der jeweiligen Linie
| Linie | Linienverlauf | Takt in Minuten Montag–Samstags      | Takt in Minuten Sonntags und an Feiertagen | Anzahl der Haltestellen (davon U-Bahnhöfe) | Voraussichtliche Realisierung | Spätere Verlängerung    |
| ----- | --- | ------------------------------------ | ------------------------------------------ | ------------------------------------------ | ----------------------------- | ----------------------- |
| U 80  | MERKUR-Spielarena/Messe Nord – Messe Süd – ERGO-Platz/Klever Straße – Altstadt, Heinrich-Heine-Allee – Steinstraße/Königsallee – Düsseldorf Hbf             | Unbekannt                            | Unbekannt                                  | 11 (6)                                     | offen                         | Keine                   |
| U 81  | Flughafen Terminal – MERKUR-Spielarena/Messe Nord | alle 20 Minuten, aber nur bei Messen | Unbekannt                                  | 5 (1)                                      | 2025                          | nach Ratingen und Neuss |
| U 82  | Flughafen Terminal – Messe Ost/Stockumer Kirchstraße – ERGO-Platz/Klever Straße – Altstadt, Heinrich-Heine-Allee – Steinstraße/Königsallee – Düsseldorf Hbf | 20                                   | 30                                         | 13 (6)                                     | 2025                          | nach Ratingen           |